# Microbotryum ocrearum
Microbotryum ocrearum är en svampart som först beskrevs av Miles Joseph Berkeley, och fick sitt nu gällande namn av Vánky 1998. Microbotryum ocrearum ingår i släktet Microbotryum och familjen Microbotryaceae.   Inga underarter finns listade i Catalogue of Life.